# Convoi no 14 et 15 du 24 octobre 1942
Les convois XIV et XV du 24 octobre 1942 furent les quatorzième et quinzième convoi de déportation à quitter le territoire belge en direction d'Auschwitz-Birkenau,. Ces deux convois furent regroupés pour n'en former qu'un seul.
Le convoi XIV comportait 995 déportés (436 hommes et 559 femmes), dont 233 enfants de moins de seize ans

Le convoi XV comportait 477 déportés (345 hommes et 132 femmes), dont 69 enfants de moins de seize ans. Le Convoi XV est en outre composé de 234 "travailleurs forcés" juifs du Nord de la France.
Soit 1472 déportés au total. À leur arrivée à Auschwitz, leur histoire se confond.
Deux déportés parviendront à s'échapper du train en route pour Auschwitz. Il s'agit d'Aron Schwarzbaum qui était détenu depuis huit mois au Fort de Breendonk et ne se faisait aucune illusion sur le sort qui l'attendait. Les Allemands ne retrouvèrent jamais sa trace. La seconde, eut moins de chance et fut reprise et reconduite à Malines.